# Драфт НХЛ 2008
Драфт новачків НХЛ 2008 року відбувався 20–21 червня 2008 року в місті Оттава, на домашній арені сенаторів, Скошіабанк-плейс. Це був 46-й драфт новачків у Національній хокейній лізі.

## Драфт-лотерея
Драфт-лотерея, що визначає порядок вибору командами новачків, була проведена 7 квітня 2008 року, одразу по закінченні регулярної першості НХЛ. Згідно з результатами цієї лотереї право першого вибору набула найгірша команда сезону Тампа-Бей Лайтнінг. Порядок вибору командами гравців на драфті (від гіршої до кращої) взагалі не був змінений лотереєю.

## Перший раунд
| №  | Гравець                | Національність | Команда НХЛ                                                   | Попередня команда                       |
| -- | ---------------------- | -------------- | ------------------------------------------------------------- | --------------------------------------- |
| 1  | Стівен Стемкос (Ц)     | Канада         | Тампа-Бей Лайтнінг                                            | Сарнія Стінг (ОХЛ)                      |
| 2  | Дрю Дауті (З)          | Канада         | Лос-Анджелес Кінгс                                            | Гвелф Сторм (ОХЛ)                       |
| 3  | Зак Богосян (З)        | США            | Атланта Трешерс                                               | Пітерборо Пітс (ОХЛ)                    |
| 4  | Алекс П'єтранджело (З) | Канада         | Сент-Луїс Блюз                                                | Ніагара Айсдогс (ОХЛ)                   |
| 5  | Люк Шенн (З)           | Канада         | Торонто Мейпл Ліфс (з Айлендерс)                              | Келона Ракетс (ЗХЛ)                     |
| 6  | Микита Філатов (Л)     | Росія          | Колумбус Блю-Джекетс                                          | ЦСКА (Суперліга)                        |
| 7  | Колін Вілсон (Ц)       | США            | Нешвілл Предаторс (з Торонто через Айлендерс)                 | Бостонський університет (Hockey East)   |
| 8  | Міккель Бедкер (Л)     | Данія          | Фінікс Койотс                                                 | Кітченер Рейнджерс (ОХЛ)                |
| 9  | Джош Бейлі (Ц)         | Канада         | Нью-Йорк Айлендерс (з Флориди через Нешвілл)                  | Віндзор Спітфайєрс (ОХЛ)                |
| 10 | Коді Годжсон (Ц)       | Канада         | Ванкувер Канакс                                               | Брамптон Батальйон (ОХЛ)                |
| 11 | Кайл Біч (Л)           | Канада         | Чикаго Блекгокс                                               | Еверет Сілвертіпс (ЗХЛ)                 |
| 12 | Тайлер Майєрс (З)      | Канада         | Баффало Сейбрс (з Едмонтона через Анагайм через Лос-Анджелес) | Келона Ракетс (ЗХЛ)                     |
| 13 | Колтен Тюбо (З)        | Канада         | Лос-Анджелес Кінгс (з Баффало)                                | Реджайна Петс (ЗХЛ)                     |
| 14 | Зак Бойчук (Ц)         | Канада         | Кароліна Гаррікейнс                                           | Летбридж Гаррікейнс (ЗХЛ)               |
| 15 | Ерік Карлссон (З)      | Швеція         | Оттава Сенаторс (з Нешвіллу)                                  | Фрелунда (Шведська ліга U20)            |
| 16 | Джо Колборн (Л)        | Канада         | Бостон Брюїнс                                                 | «Камрось Кодіакс» (АЮХЛ)                |
| 17 | Джейк Гардінер (З)     | США            | Анагайм Дакс (з Калгарі через Лос-Анджелес)                   | Minnetonka High School (USHS-Minnesota) |
| 18 | Чет Пікар (Г)          | Канада         | Нешвілл Предаторс (з Оттави)                                  | Трай-Сіті Амеріканс (ЗХЛ)               |
| 19 | Лука Збіза (З)         | Швейцарія      | Філадельфія Флайєрс (з Далласа через Колумбус)                | Летбридж Гаррікейнс (ЗХЛ)               |
| 20 | Майкл Дель Дзотто (З)  | Канада         | Нью-Йорк Рейнджерс                                            | Ошава Дженералс (ОХЛ)                   |
| 21 | Антон Густафссон (Ц)   | Швеція         | Вашингтон Кепіталс (з Нью-Джерсі)                             | Фрелунда (Шведська ліга U20)            |
| 22 | Джордан Еберле (Ц)     | Канада         | Едмонтон Ойлерс (з Анагайму)                                  | Реджайна Петс (ЗХЛ)                     |
| 23 | Тайлер Кума (З)        | Канада         | Міннесота Вайлд (з Вашингтону через Нью-Джресі)               | Оттава 67-і (ОХЛ)                       |
| 24 | Маттіас Теденбю (Л)    | Швеція         | Нью-Джерсі Девілс (з Міннесоти)                               | ГВ-71 Єнчопінг (Елітсерія)              |
| 25 | Грег Неміш (П)         | Канада         | Калгарі Флеймс (з Монреалю)                                   | Віндзор Спітфайєрс (ОХЛ)                |
| 26 | Тайлер Енніс (Ц)       | Канада         | Баффало Сейбрс (з Сан-Хосе)                                   | Медисин-Гат Тайгерс (ЗХЛ)               |
| 27 | Джон Карлсон (З)       | США            | Вашингтон Кепіталс (з Філадельфії)                            | Індіана Айс (ЮСХЛ)                      |
| 28 | Віктор Тихонов (П)     | Росія          | Фінікс Койотс (з Далласу через Лос-Анджелес через Анагайм)    | Северсталь (Суперліга)                  |
| 29 | Долтон Лев'єль (Ц)     | Канада         | Атланта Трешерс (з Піттсбурга)                                | St. Catharines Falcons (GOJHL)          |
| 30 | Томас Мак-Колум (Г)    | США            | Детройт Ред-Вінгс                                             | Гвелф Сторм (ОХЛ)                       |

## Наступні раунди
| №   | Гравець                  | Національність | Команда НХЛ                                                              | Попередня команда                 |
| --- | ------------------------ | -------------- | ------------------------------------------------------------------------ | --------------------------------- |
| 31  | Якоб Маркстрем (В)       | Швеція         | Флорида Пантерс                                                          | Брюнес                            |
| 32  | В'ячеслав Войнов (З)     | Росія          | Лос-Анджелес Кінгс                                                       | Трактор Челябінськ                |
| 34  | Джейк Аллен (В)          | Канада         | Сент-Луїс Блюз                                                           | Сент-Джонс Фог Девілз (ГЮХЛК)     |
| 38  | Роман Йозі (З)           | Швейцарія      | Нашвілл Предаторс                                                        | Берн                              |
| 42  | Патрік Віркош (З)        | Канада         | Оттава Сенаторс                                                          | Університет Денвера (НКАА)        |
| 43  | Джастін Шульц (З)        | Канада         | Анагайм Дакс                                                             | Вест Келовна Верріорс (ХЛБК)      |
| 44  | Люк Адам (Ц)             | Канада         | Баффало Сейбрс                                                           | Сент-Джонс Мейпл-Ліфс (ГЮХЛК)     |
| 51  | Дерек Степан (Ц)         | США            | Нью-Йорк Рейнджерс                                                       | Шаттак Сен-Маріз (USHS)           |
| 53  | Тревіс Гамонік (З)       | Канада         | Нью-Йорк Айлендерс                                                       | Мус-Джо Воріорс (ЗХЛ)             |
| 55  | Марко Сканделла (З)      | Канада         | Міннесота Вайлд                                                          | Валь-д'Ор Форерс (ГЮХЛК)          |
| 56  | Денні Крісто (ПН)        | США            | Монреаль Канадієнс                                                       | США U-18                          |
| 65  | Йорі Лехтеря (Ц)         | Фінляндія      | Сент-Луїс Блюз                                                           | Таппара Тампере (СМ-ліга)         |
| 73  | Кирило Петров (ПН)       | Росія          | Нью-Йорк Айлендерс (з Едмонтона, через НЙ Айледерс, Едмонтон та Анагайм) | Ак Барс Казань                    |
| 82  | Адам Генрік (Ц)          | Канада         | Нью-Джерсі Девілс                                                        | Віндзор Спітфайрс (ОХЛ)           |
| 85  | Брендон Мак-Міллан (Ц)   | Канада         | Міннесота Вайлд (з Міннесоти)                                            | Келона Ракетс (ЗХЛ)               |
| 90  | Томаш Кундратек (З)      | Чехія          | Нью-Йорк Рейнджерс                                                       | Гавіржов (Чехія)                  |
| 93  | Брейден Голтбі (В)       | Канада         | Вашингтон Кепіталс (з Саскатун Блейдс)                                   | Саскатун Блейдс (ЗХЛ)             |
| 105 | Міхал Йордан (З)         | Чехія          | Кароліна Гаррікейнс                                                      | Плімут Вейлерс (ОХЛ)              |
| 114 | Ті Джей Броді (З)        | Канада         | Калгарі Флеймс                                                           | Сагіно Спіріт (ОХЛ)               |
| 121 | Густав Нюквіст (Н)       | Швеція         | Детройт Ред Вінгз                                                        | Університет Мену (НКАА)           |
| 123 | Андрій Локтіонов (ЦН)    | Росія          | Лос-Анджелес Кінгс                                                       | Локомотив Ярославль               |
| 138 | Максим Труньов (ПН)      | Росія          | Монреаль Канадієнс (з Калгарі)                                           | Сєвєрсталь Череповець             |
| 148 | Метт Мартін (ЛН)         | Канада         | Нью-Йорк Айлендерс                                                       | Сарнія Стінг                      |
| 149 | Філіп Ларсен (ЗХ)        | Данія          | Даллас Старс                                                             | Вестра Фрелунда                   |
| 150 | Олександр Печурський (В) | Росія          | Піттсбург Пінгвінс                                                       | Металург-2 Магнітогорськ          |
| 152 | Марк Барберіо (З)        | Канада         | Тампа-Бей Лайтнінг                                                       | Монктон Вайлдкетс (QMJHL)         |
| 163 | Теему Хартікайнен (ЛН)   | Фінляндія      | Едмонтон Ойлерс                                                          | КалПа Куопіо (СМ-ліга)            |
| 169 | Бен Сміт (ПН)            | США            | Чикаго Блекгокс (з Оттави)                                               | Бостонський коледж (Hockey East)  |
| 170 | Йонас Голес (ЗХ)         | Норвегія       | Колорадо Аваланч                                                         | Спарта Ворріорс (ГЕТ)             |
| 178 | Зак Ріналдо (КН)         | Канада         | Філадельфія Флаєрс                                                       | Торонто Сейнт Майклс Майорс (ХЛО) |
| 186 | Джейсон Демерс (З)       | Канада         | Сан-Хосе Шаркс                                                           | Вікторіявіль Тайгерс (ГЮХЛК)      |

## Вибір за країною
| Місце | Країна           | Вибори | Відсоток |
|       | Північна Америка | 165    | 78.2%    |
| ----- | ---------------- | ------ | -------- |
| 1     | Канада           | 121    | 57.3%    |
| 2     | США              | 44     | 20.9%    |
|       | Європа           | 46     | 21.8%    |
| 3     | Швеція           | 17     | 8.1%     |
| 4     | Росія            | 9      | 4.3%     |
| 5     | Фінляндія        | 7      | 3.3%     |
| 6     | Чехія            | 3      | 1.4%     |
| 6     | Норвегія         | 3      | 1.4%     |
| 8     | Данія            | 2      | 0.9%     |
| 8     | Швейцарія        | 2      | 0.9%     |
| 10    | Білорусь         | 1      | 0.5%     |
| 10    | Франція          | 1      | 0.5%     |
| 10    | Німеччина        | 1      | 0.5%     |